# Safety Integrity Level
SIL (Safety Integrity Level) – poziom nienaruszalności bezpieczeństwa, jest miarą bezpieczeństwa, urządzeń elektrycznych, elektronicznych oraz mechanicznych, przy czym może się również odnosić do oprogramowania. Poziom SIL określany jest miarą liczby zadziałań do wystąpienia usterki/błędu definiowaną poprzez THR (ang. tolerable hazard rate – współczynnik tolerowanego zagrożenia).

## Rodzaje SIL
Występują dwa różne podziały poziomów SIL: dla pracy na żądanie oraz dla pracy ciągłej.
Norma IEC 61508-1 (polski odpowiednik PN-EN 61508-1) definiuje następujące poziomy SIL:
Praca ciągła:
| Poziom SIL | Wartość THR |
| ---------- | ----------- |
| 4          | ≥10−9<10−8  |
| 3          | ≥10−8<10−7  |
| 2          | ≥10−7<10−6  |
| 1          | ≥10−6<10−5  |

Praca na żądanie:
| Poziom SIL | Wartość THR |
| ---------- | ----------- |
| 4          | ≥10−5<10−4  |
| 3          | ≥10−4<10−3  |
| 2          | ≥10−3<10−2  |
| 1          | ≥10−2<10−1  |

Poziomy SIL wykorzystywane są przy projektowaniu urządzeń, które muszą spełniać wymagania bezpieczeństwa. Normy odnoszące się do poszczególnych dziedzin (sterowanie ruchem kolejowym, sterowanie procesami produkcji) określają gdzie i jaki poziom powinien zostać przyjęty, np. systemy sterowania ruchem kolejowym, których parametry niezawodnościowe zostały określone w normie EN50129, powinny spełniać SIL 4.

## SIL w branży maszynowej
W branży maszynowej poziomy SIL są definiowane przez normę sektorową PN-EN 62061, która dotyczy elektrycznych, elektronicznych i programowalnych systemów sterowania związanych z bezpieczeństwem w maszynach.
Norma PN-EN 62061 jest zharmonizowana z Dyrektywą Maszynową oraz Rozporządzenie Parlamentu Europejskiego i Rady (UE) 2023/1230, co oznacza, że jej stosowanie zapewnia domniemanie zgodności z wymaganiami prawnymi Unii Europejskiej. Wprowadza ona poziomy SIL od 1 do 3, które odpowiadają różnym poziomom redukcji ryzyka w maszynach. SIL 4 nie jest uwzględniony w tej normie, ponieważ jest przeznaczony dla aplikacji o ekstremalnym ryzyku, takich jak systemy w energetyce jądrowej czy kolejnictwie, gdzie wymagana jest niemal całkowita eliminacja ryzyka.